# 328會航空
328會航空（Club 328）是一間英國的包機航空公司，總部於南安普頓。提供商業飛行和包機服務。樞紐機場為南安普頓機場。

## 歷史
航空公司成立於2002年，在2004年命名為328會航空，當時基地為瑞士日內瓦。
航空公司於2007年10月重新包裝，成為包機航空公司。

## 機隊
航空公司的機隊如下（2008年3月）：
- BAe 125-800B
- 塞斯納Citation二型